# Chengguan (socken i Kina, Inre Mongoliet, lat 43,98, long 116,04)
Chengguan (kinesiska: 城关, 城关苏木) är en socken i Kina. Den ligger i den autonoma regionen Inre Mongoliet, i den norra delen av landet, omkring 500 kilometer nordost om regionhuvudstaden Hohhot.
Genomsnittlig årsnederbörd är 445 millimeter. Den regnigaste månaden är juli, med i genomsnitt 112 mm nederbörd, och den torraste är januari, med 4 mm nederbörd.